# Poststraat 4-6A
Het gebouw aan de Poststraat 4-6A in de Noord-Hollandse gemeente Zandvoort, is een voormalig pension. Het gebouw is beschermd als rijksmonument. Het gebouw is opgesplitst in vier aparte woningen.
In 2001 werd het gebouw aangewezen als rijksmonument, het is van architectuurhistorische waarde omdat het een redelijk gaaf bewaard gebleven voorbeeld van een 19e-eeuws pension is. Daarnaast is het van cultuurhistorische waarde als uitdrukking van de sociaaleconomische ontwikkelingen bij het massatoerisme van rond 1900.

## Situering
Het rechthoekige gebouw, op onbekende datum opgesplitst in vier woningen, is gebouwd met de kap evenwijdig aan de Poststraat. Dit gebouw was een van vele van dergelijke pensions in de Nederlandse badplaatsen en is als een van de weinige bewaard gebleven. De veranda loopt door een stenen uitbouw bij de rechts van het midden gelegen woning, op de begane grond niet meer over de volledige breedte van het pand. Deze uitbouw is uitgesloten van bescherming.

## Exterieur
Het gebouw telt twee bouwlagen, met op de begane grond een veranda en op de verdieping een overdekt balkon. Nadat het pension is opgesplitst in vier woningen, is ook de veranda over de vier woningen verdeeld door tussen de woningen schermen van matglas te plaatsen. Op de verdieping wordt het balkon afgedekt met een plat dak, ondersteund door versierde balken en kolommen. Het balkonhek bestaat uit houten balusters. De houten goot op de eerste verdieping is rijk geprofileerd. De voorkant van het balkon bestaat eveneens uit een geprofileerde houten lijst.
In het midden van de voorgevel is ook een verspringing zichtbaar; de linker helft ligt iets naar voren ten opzichte van de rechter helft. De linker gevelhelft telt vier vensterassen van ongelijke maat en de rechter gevelhelft telt vier vensterassen van ongeveer gelijke maat. De voorgevel bevat, van origine, geen ramen, maar uitsluitend stolpdeuren met elk vier ruiten er in. Boven de deuren zijn wel bovenlichten geplaatst. In de voorgevel bevinden zich ook twee originele paneeldeuren.
Op de voorgevel na, zijn alle buitenmuren grotendeels gepleisterd. De beide zijgevels zijn grotendeels blind, alleen de linker zijgevel kent een aanbouw van een bouwlaag hoog. De achtergevel bevat een aantal schuifvensters.

## Bron
- Monument 517487 – Poststraat 4 2042 HA te Zandvoort. Rijksdienst voor het Cultureel Erfgoed (10 augustus 2001). Geraadpleegd op 26 maart 2020.